# Bernhardt (cratère)
Pour les articles homonymes, voir Bernhardt.
Bernhardt est le nom d'un cratère d'impact présent sur la surface de Vénus.
Le cratère a ainsi été nommé par l'Union astronomique internationale en 1985 en hommage à la grande comédienne française Sarah Bernhardt.
Son diamètre est de 25,3 km. Il se situe dans la région du quadrangle de Tellus Tessera (quadrangle V-10).